# Cathédrale Notre-Dame de Tulle
Cette  cathédrale n’est pas la seule cathédrale Notre-Dame.
La cathédrale Notre-Dame de Tulle est une cathédrale catholique située dans la ville de Tulle, en Corrèze. Construite au XIIe siècle, elle est le siège du diocèse de Tulle.
Elle a été classée monument historique par liste de 1862.

## Histoire
En 1103, l'abbé Guillaume de Carbonnières, voulant donner à son abbaye, alors en pleine prospérité, un cadre digne d'elle, entreprend de construire une abbatiale et les bâtiments claustraux. Il est aidé par les puissantes familles du bas-limousin et surtout le pape Urbain II de passage à Tulle.
Le diocèse de Tulle est érigé en 1317, sur le territoire du Bas-Limousin qui relevait de l’évêché de Limoges. L’église abbatiale est alors promue cathédrale.
L'abbatiale a été bâtie à l’emplacement d’une abbaye mérovingienne dont les titulaires avaient acquis la dignité épiscopale.
Le 27 novembre 1793, le culte de la déesse « Raison » est célébré dans la cathédrale, puis elle est fermée au culte. L’édifice est pillé et saccagé. On y stocke du fourrage, puis on y installe une fabrique de canons. En 1796, la coupole surmontant la croisée du transept s’effondre et la cathédrale se voit amputée de son transept et de son chœur.
La nef de la cathédrale est rendue au culte en 1805.

## Caractéristiques
La construction débuta selon un plan classique bénédictin. Les retards pris dans la construction firent évoluer les plans par rapport à ceux initialement prévus, passant du style roman au style gothique, notamment le cloître du XIIIe siècle qui abrite aujourd'hui le musée des arts et traditions populaires.
À la suite de l'effondrement de la coupole de la croisée du transept, la cathédrale est réduite à une nef de six travées, bordée de collatéraux, fermée à l’est par un mur droit.
Les piliers et les collatéraux, voûtés d'arêtes, sont romans tandis que la voûte d’ogives de la nef est gothique. À l’extérieur, le portail ouest de style limousin est orné d'un arc polylobé.
Le clocher surmonté de sa longue flèche culminant à 73 mètres, date des XIIIe et XIVe siècles. Il est constitué de trois étages surmontés d'une élégante flèche octogonale, entourée de gracieux clochetons ; touchée par la foudre en 1645, cette flèche qui datait du XIVe siècle a été restaurée dans son style primitif.
D'importants travaux de restauration du clocher ont lieu entre 2013 et 2015.

## Cloches
Le clocher abrite une sonnerie de 6 cloches de volée.
- Cloche 1 (bourdon) : 2.000 kilos, fondue en 1632 (refonte d’une cloche de 1465)
- Notre-Dame de Tulle : 834 kilos, fondue en 1938 par la fonderie Paccard d’Annecy
- Notre-Dame de la Victoire : fondue en 1920 par Louis Bollée, fondeur à Orléans
- Marie-Marguerite : fondue en 1920 par Louis Bollée, fondeur à Orléans
- Jeanne d’Arc : fondue en 1920 par Louis Bollée, fondeur à Orléans
- Sacré-Cœur, 99 kilos : fondue en 1920 par Louis Bollée, fondeur à Orléans

Les quatre cloches de 1920 ont été baptisées le 24 octobre.
En septembre 2013, les cloches 2 à 6 sont emmenées par l’entreprise Bodet dans leurs ateliers de Trémentines (Maine-et-Loire) afin d’être réaccordées sur la note du bourdon. Elles sont de retour à Tulle en août 2014.
En 2015, cinq cloches ont été confiées à l’entreprise Bodet pour être restaurées. Les cloches ont ensuite été transférées à l’entreprise Cornille Havard pour l'harmonisation de leur sons.

## Décoration intérieure
On peut remarquer les deux grandes châsses dites « à transept » des XIIe et XIIIe siècles, ainsi qu'une statue du XVIe en bois de châtaignier peint, représentant saint Jean Baptiste, qui autrefois était portée en tête de la « procession de la Lunade » qui avait lieu le 23 juin.
La décoration intérieure est d'une élégante sobriété, mise en valeur par la luminosité qu'apportent les grandes baies.
L’orgue néo-classique (construit par Abbey en 1839, restauré par Haerpfer et Hermann en 1975) est entretenu par l'atelier Bertrand Cattiaux, un facteur corrézien, installé à Liourdres, près de Beaulieu. C'est ce même facteur d'orgue qui a effectué une ré harmonisation complète lors d'une nouvelle restauration entre 1998 et 2002. Il a été classé MH en 1972

## Galeries d’images

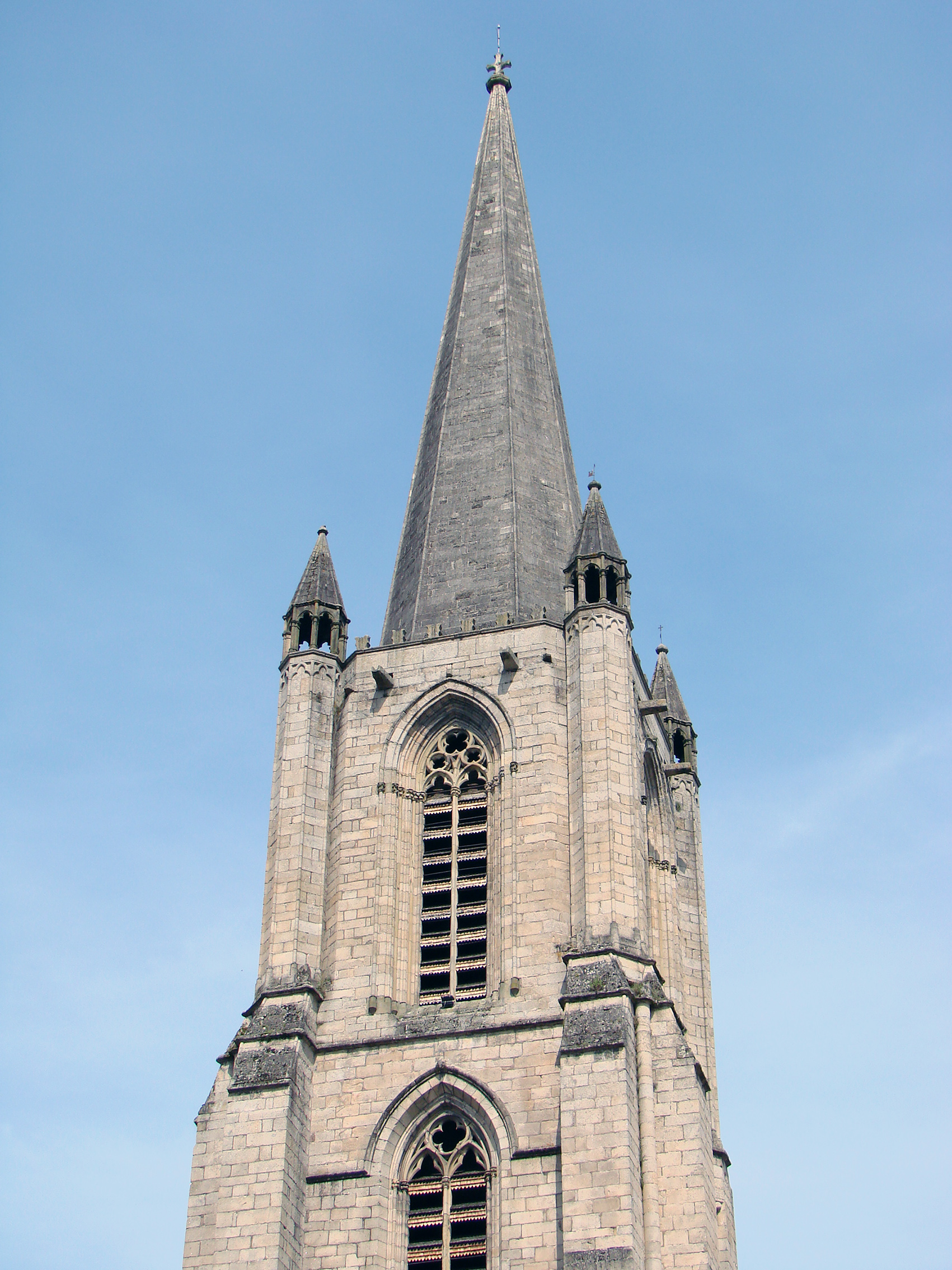
Clocher de la cathédrale.
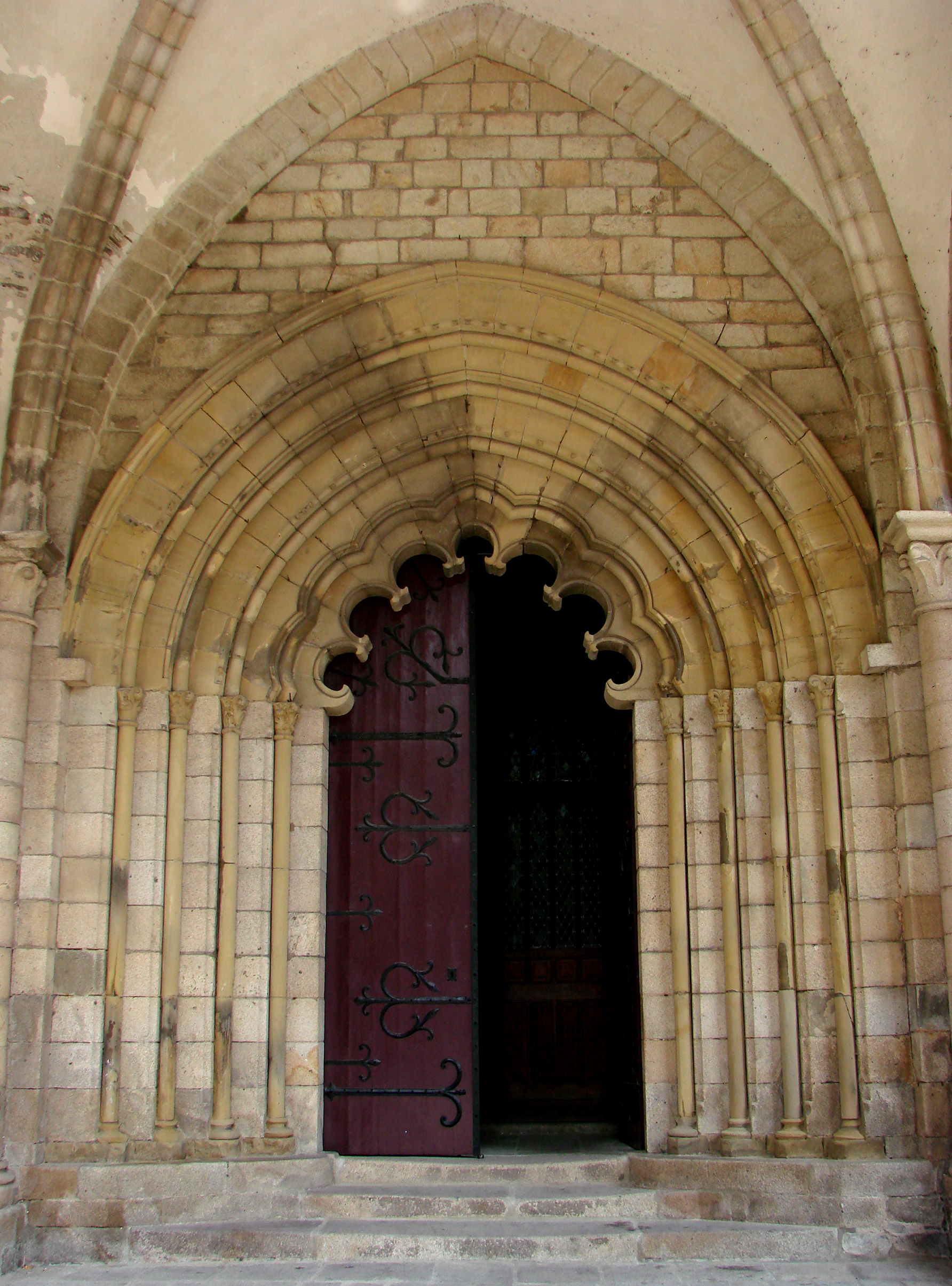
Portail de la cathédrale.
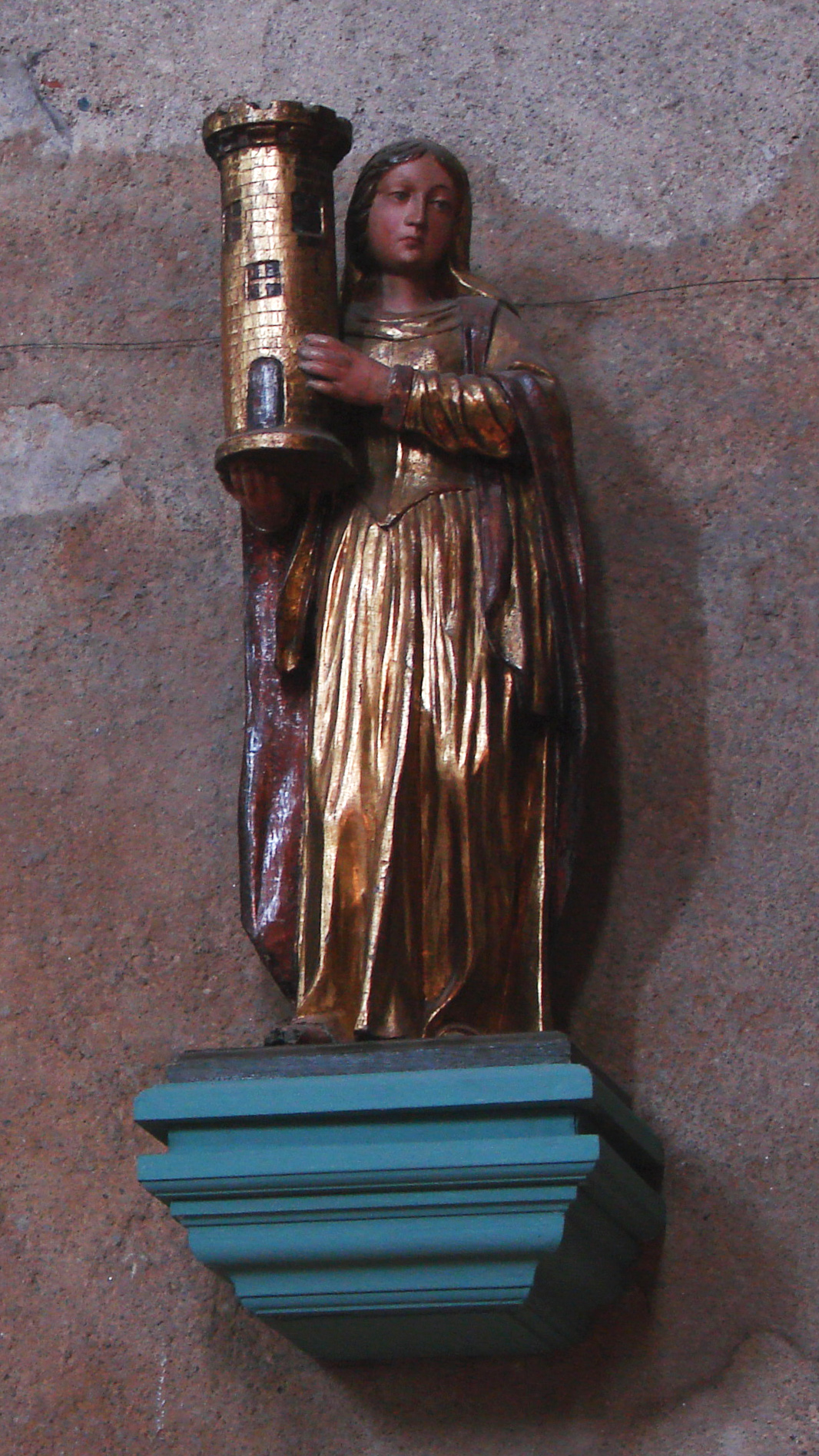
Statuette de sainte Barbe.
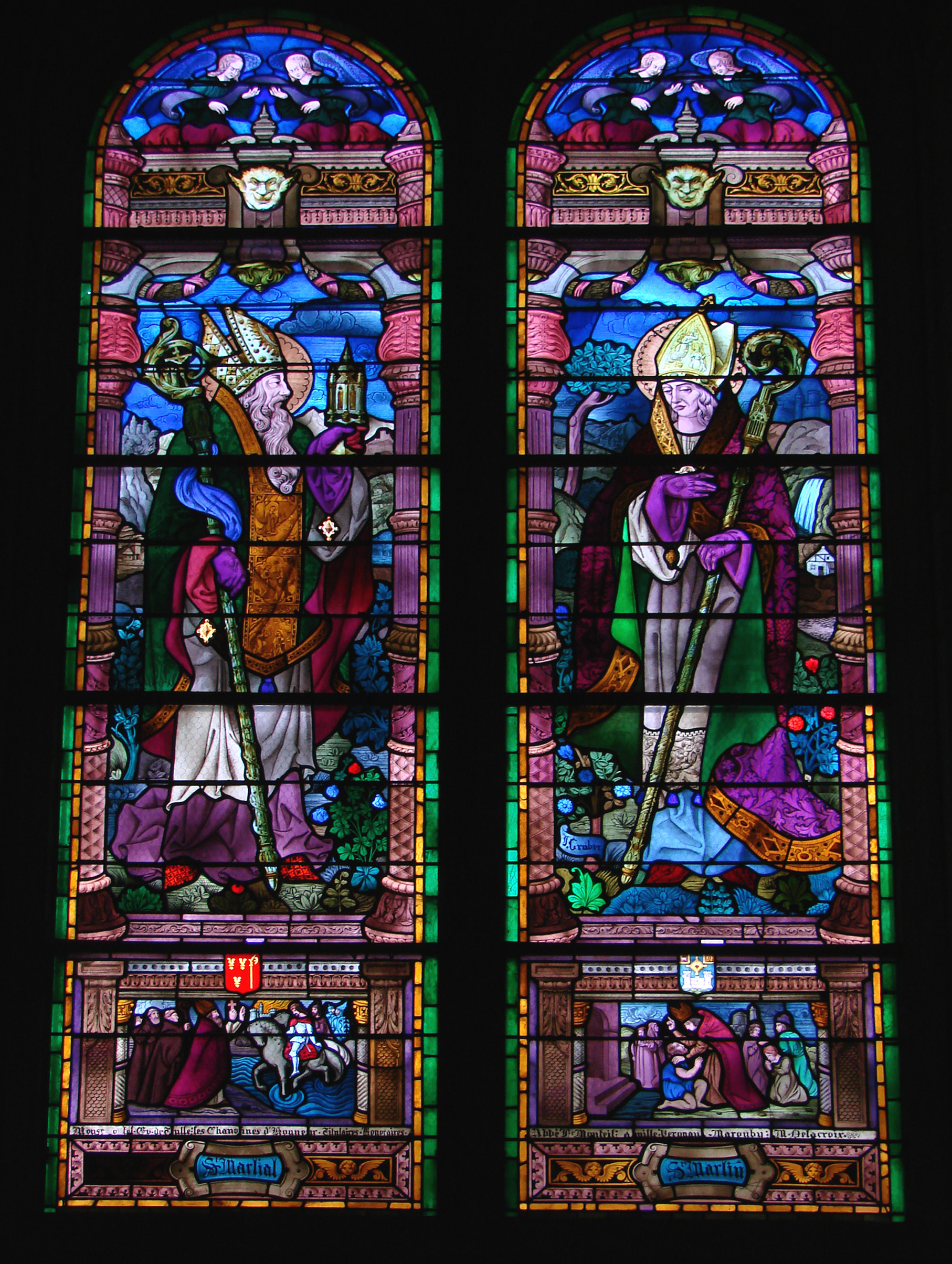
Vitrail signé Jacques Gruber.

## Philatélie
Un timbre postal, d’une valeur de 0,50 €, représentant la cathédrale Notre-Dame de Tulle a été émis le 21 juin 2003.